# Evarcha wenxianensis
Evarcha wenxianensis là một loài nhện trong họ Salticidae.
Loài này thuộc chi Evarcha. Evarcha wenxianensis được Guo Tang & Yang miêu tả năm 1995.